# Y a-t-il un flic pour sauver le monde ?
Série Y a-t-il un flic...
Y a-t-il un flic pour sauver Hollywood ?
(1994)
Pour plus de détails, voir Fiche technique et Distribution.
Y a-t-il un flic pour sauver le monde ? ou L'agent fait la farce au Québec et Nouveau-Brunswick (The Naked Gun) est un film américain réalisé par Akiva Schaffer et sorti en 2025. Il s'agit du 4e film de la franchise Y a-t-il un flic... inspirée de la série télévisée Police Squad créée par les ZAZ. Liam Neeson y interprète le rôle de Frank Drebin Jr., fils du personnage joué par Leslie Nielsen dans la série et les trois précédents films.

## Synopsis
Frank Drebin Jr., fils de Frank Drebin, est lieutenant du LAPD, élimine à lui seul une bande de braqueurs de banque. À son insu, il s'agissait d'une diversion pour voler un gadget appelé « P.L.O.T. Device » dans un coffre-fort. Frank enquête ensuite sur l'accident mortel de l'ingénieur logiciel Simon Davenport.

## Fiche technique
Sauf indication contraire, les informations mentionnées dans cette section peuvent être confirmées par les bases de données cinématographiques IMDb et Allociné,  présentes dans la section « Liens externes ».
- Titre original : The Naked Gun
- Titre français : Y a-t-il un flic pour sauver le monde ?
- Titre québécois : L'agent fait la farce
- Réalisation : Akiva Schaffer
- Scénario : Dan Gregor, Doug Mand, Akiva Schaffer, Mark Hentemann et Alec Sulkin, d'après la série télévisée Police Squad
- Musique : Joel McNeely, Lorne Balfe
- Décors : Bill Brzeski
- Direction artistique : Artie Contreras
- Costumes : Betsy Heimann et Maria Tortu
- Photographie : Brandon Trost
- Montage : Brian Scott Olds
- Production : Erica Huggins et Seth MacFarlane
  - Production déléguée : Akiva Schaffer et Daniel M. Stillman
- Société de production : Fuzzy Door Productions
- Société de distribution : Paramount Pictures
- Pays de production :  États-Unis
- Langue originale : anglais
- Format : couleur
- Genre : comédie policière, action
- Durée : 85 minutes
- Dates de sortie[1] : 
  - États-Unis : 1er août 2025
  - France : 13 août 2025[2]

## Distribution
Sauf indication contraire, les informations mentionnées dans cette section peuvent être confirmées par la base de données cinématographiques IMDb,  présente dans la section « Liens externes ».
- Liam Neeson (VF : Frédéric van den Driessche) : Frank Drebin Jr.
- Pamela Anderson (VF : Barbara Tissier) : Beth Davenport
- Paul Walter Hauser (VF : Christophe Lemoine) : capitaine Ed Hocken Jr.
- Danny Huston (VF : Gabriel Le Doze) : Richard Cane
- CCH Pounder (VF : Maïk Darah) : la cheffe Davis
- Kevin Durand (VF : Guillaume Orsat) : Sig Gustafson
- Cody Rhodes : le barman
- David Lengel : Mr. Ice Cream Agent
- Liza Koshy : détective Barnes
- Busta Rhymes (VF : Asto Montcho) : le braqueur de banques
- Wilbur Fitzgerald : Dan Daly
- Eddie Yu : l'inspecteur Park
- Moses Jones : "Not Nordberg Jr."
- Dave Bautista (VF : Serge Biavan) : lui-même
- Jon Anik : lui-même
- Michael Bisping : lui-même
- Bruce Buffer (VF : Philippe Chéreau) : lui-même
- Weird Al Yankovic : lui-même
- Priscilla Presley : Jane Spencer-Drebin (caméo)

 Source : version française (VF) sur le carton cinématographique du doublage français.

## Production

### Genèse et développement
En décembre 2013, Paramount Pictures annonce un reboot de la saga Y a-t-il un flic... (The Naked Gun) avec Ed Helms dans le rôle de Frank Drebin et d'après un script écrit par Thomas Lennon et Robert Ben Garant. En janvier 2014, Robert Garant révèle que le titre de travail est Episode IV: A New Hope, en référence à Star Wars, épisode IV : Un nouvel espoir, annonçant qu'il s'agit d'une suite à la trilogie avec Leslie Nielsen. Ed Helms est alors censé incarner un personnage nommé Frank Drebin sans lien avec le précédent. En mars 2015, David Zucker — réalisateur du premier film — révèle qu'on lui a proposé de produire le film, mais qu'il a refusé de s'impliquer en raison d'un style comique différent et d'une qualité inférieure aux précédents films,. En août 2015, Ed Helms confirme que le script est encore en écriture, tout en reconnaissant les inquiétudes de David Zucker concernant la réception du public moderne et le besoin d'avoir quelque chose d'autre que les parodies des films précédents. En mars 2017, David Zucker et Pat Proft ont finalisé une réécriture du script qui inclut alors le fils de Frank Drebin.
En janvier 2021, Seth MacFarlane est annoncé pour relancer le projet. Après que MacFarlane eut déjà exprimé son intérêt pour faire le film avec Liam Neeson dans le rôle de Frank Drebin Jr. en 2015, le cinéaste avait été embauché par le studio. Liam Neeson confirme avoir été approché par le cinéaste et Paramount Pictures,. En juin 2021, l'acteur britannique explique que Seth MacFarlane travaille sur une nouvelle version du scénario, alors le studio négocie sa participation en tant que réalisateur. En février 2022, Neeson confirme que Paramount le courtise toujours pour jouer dans la suite de la trilogie.
En octobre 2022, le projet est officiellement validé avec Liam Neeson dans le rôle de Frank Drebin Junior. Akiva Schaffer est confirmé à la mise en scène. Dan Gregor et Doug Mand sont engagés pour retravailler le script, sur lequel ont également travaillé Mark Hentemann et Alec Sulkin. Seth MacFarlane et Erica Huggins officient comme producteurs via la société Fuzzy Door Productions.
En avril 2024, Pamela Anderson rejoint la distribution. En mai 2024, Paul Walter Hauser est annoncé dans le rôle du capitaine Ed Hocken, alors que Kevin Durand et Danny Huston sont également confirmés,.

### Tournage
Le tournage débute le 6 mai 2024 à Atlanta, sous le titre de travail de Law of Toughness,.

## Sortie et accueil
La sortie américaine a lieu le 1er août 2025.